# Whitsbury
Whitsbury is een civil parish in het bestuurlijke gebied New Forest, in het Engelse graafschap Hampshire.

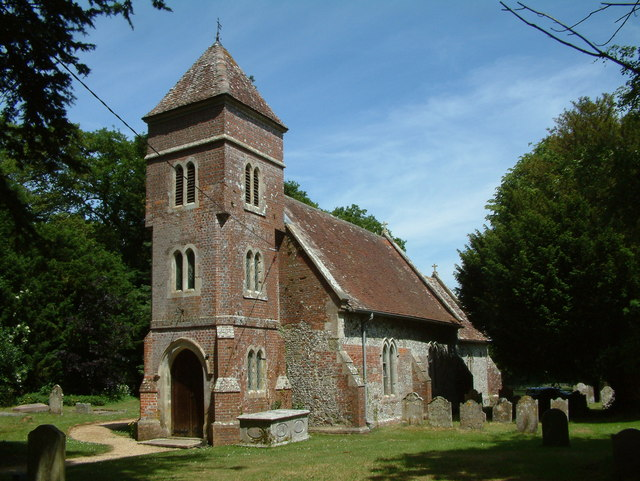
Kerk van St. Leonard